# Metiria Turei
Metiria Turei, née le 13 février 1970 à Palmerston North, est une femme politique néo-zélandaise. De 2009 à 2017, elle est co-dirigeante du Parti vert, avec Russel Norman (jusqu'en 2015) puis avec James Shaw.
Dans sa jeunesse, elle se rapproche de mouvements anarchistes. Elle rejoint le Parti sérieux McGillicuddy, parti satirique encourageant les électeurs à ne pas prendre la politique trop au sérieux. Elle est candidate de ce parti lors des élections législatives de 1993, sans succès. Aux élections de 1996, elle est candidate du Parti d'Aotearoa pour la légalisation du cannabis, là aussi sans succès. Titulaire d'une licence de droit de l'Université d'Auckland, elle devient avocate, et rejoint le Parti vert en 2000.
Elle est élue députée à la Chambre des représentants lors des législatives de 2002, puis réélue en 2005, 2008, 2011 et 2014, et devient co-dirigeante du Parti vert en 2009, aux côtés de Russel Norman. Elle est contrainte de démissionner de la co-direction du parti le 9 août 2017, quelques semaines avant les élections législatives, ayant admis qu'elle avait commis une fraude aux allocations sociales dans les années 1990. À l'âge de 23 ans, elle avait déclaré payer seule son loyer, afin de bénéficier d'aides sociales, alors qu'elle avait des colocataires. Elle l'admet en 2017, pour attirer l'attention sur les conditions de vie des pauvres : « Je n'avais pas assez d'argent pour payer le loyer et acheter à manger. Donc comme beaucoup de personnes (mais pas toutes) qui doivent faire face à ce choix, j'ai menti ».